# الركاكدة أولاد احمد (العزيزات الشمالية)
الركاكدة أولاد احمد هو دُوَّار يقع بجماعة أولاد غانم، إقليم الجديدة، جهة الدار البيضاء سطات في المملكة المغربية. ينتمي الدوّار لمشيخة العزيزات الشمالية التي تضم 12 دوار. يقدر عدد سكانه بـ 654 نسمة حسب الإحصاء الرسمي للسكان والسكنى لسنة 2004.

## روابط خارجية
- البوابة الوطنية للجماعات الترابية
- المندوبية السامية للتخطيط